# Crinum × amabile
Crinum × amabile là một loài thực vật có hoa lai ghép trong họ Amaryllidaceae. Loài này được Donn mô tả khoa học đầu tiên năm 1811.

## Hình ảnh

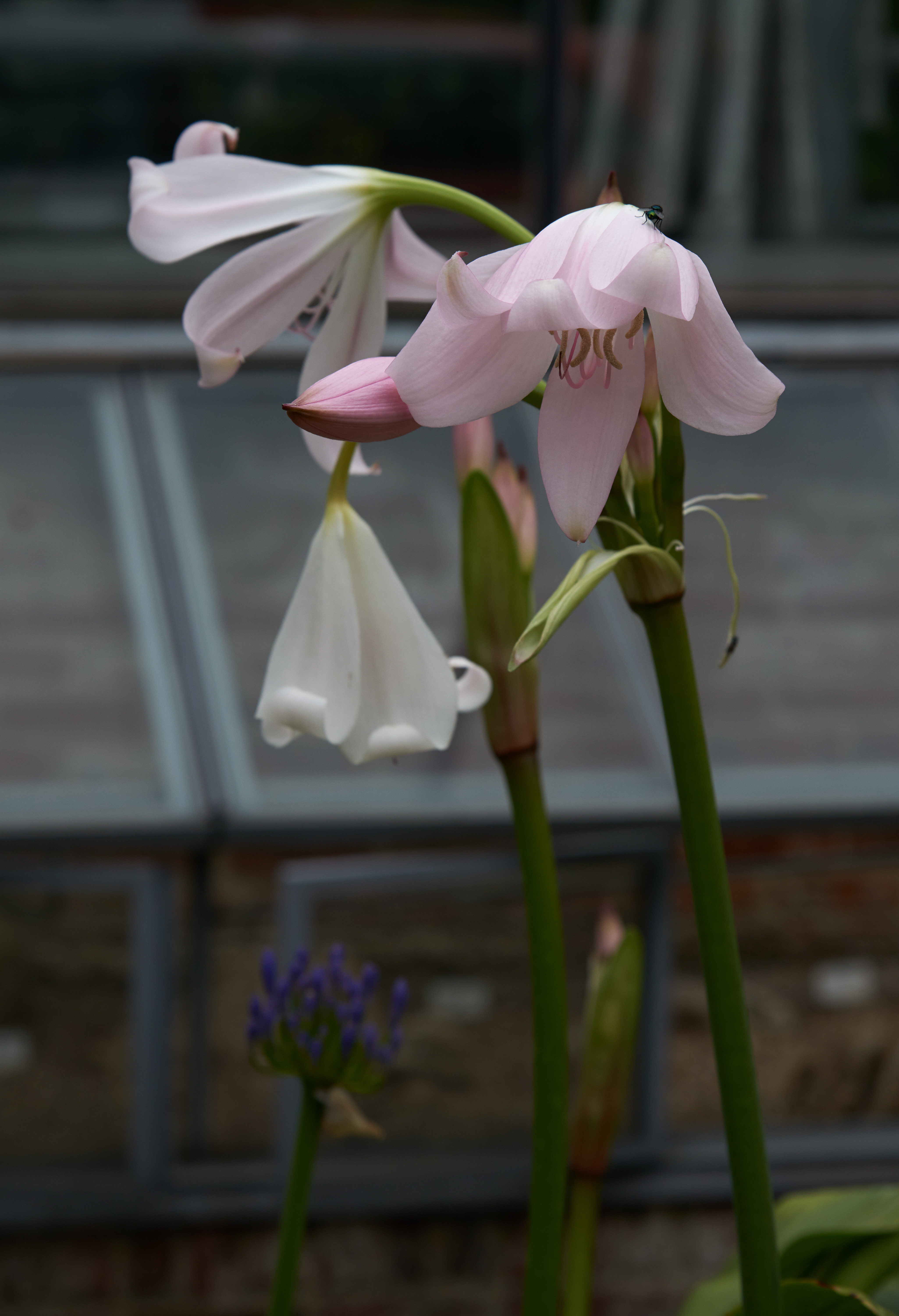
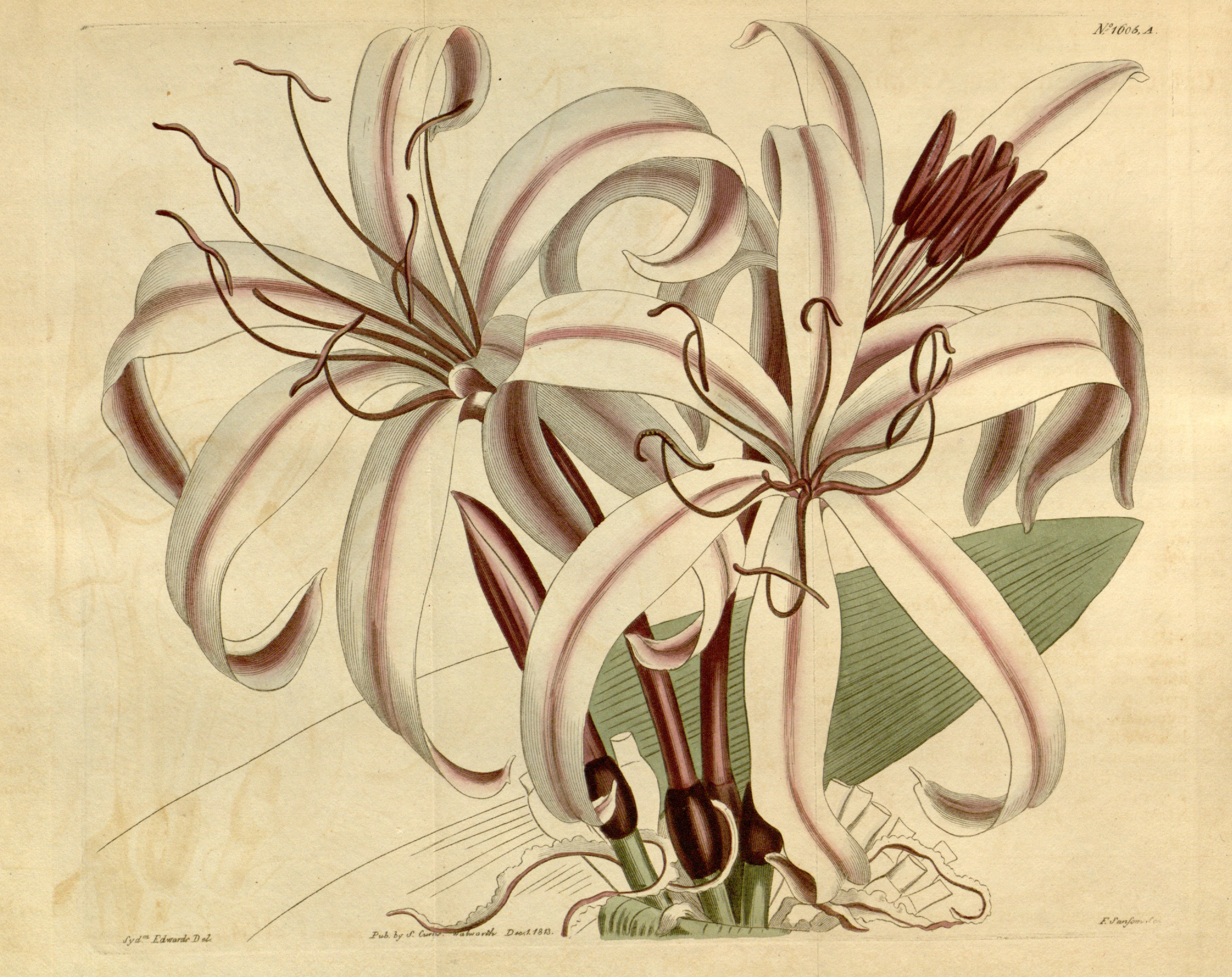
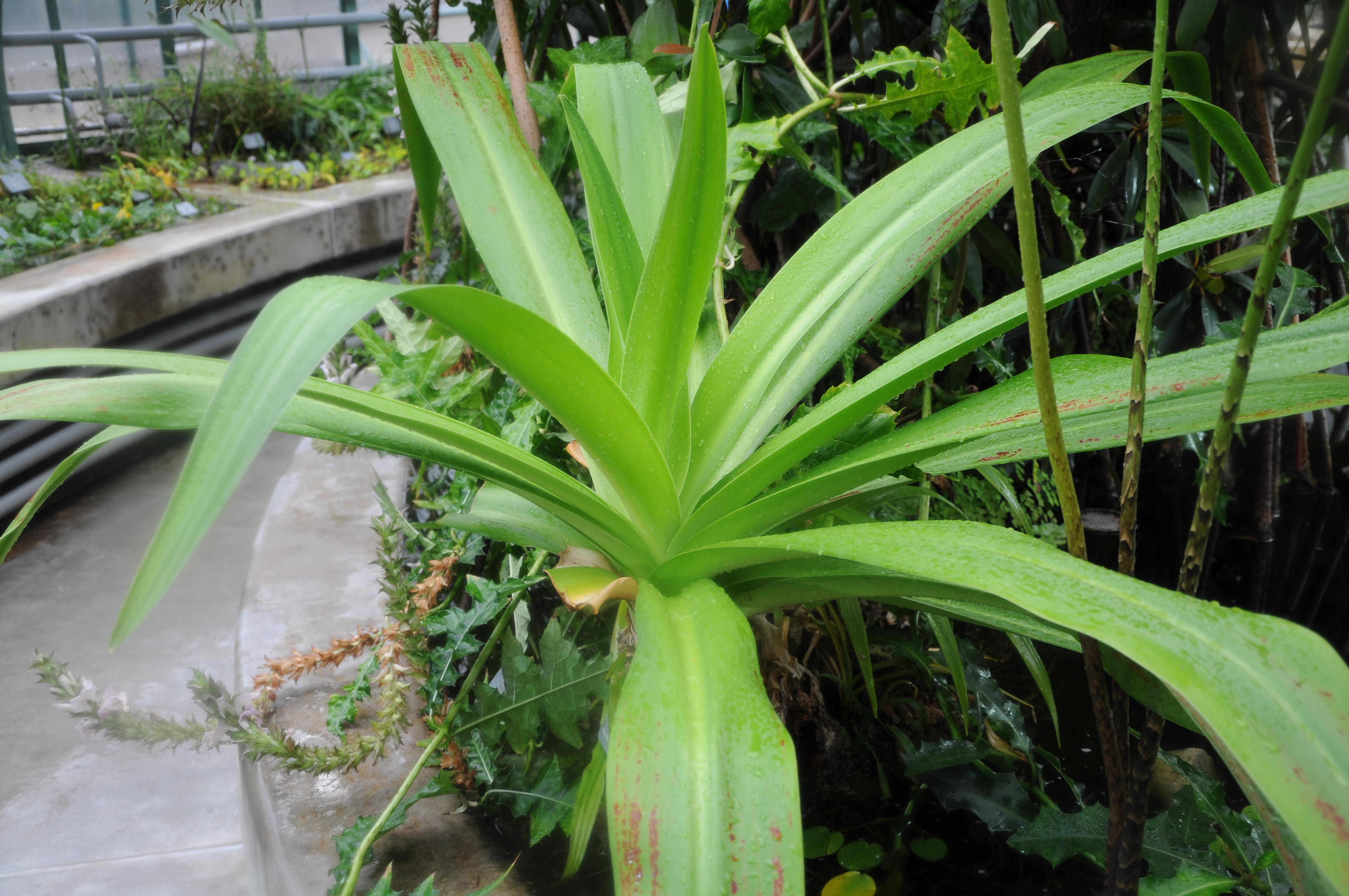
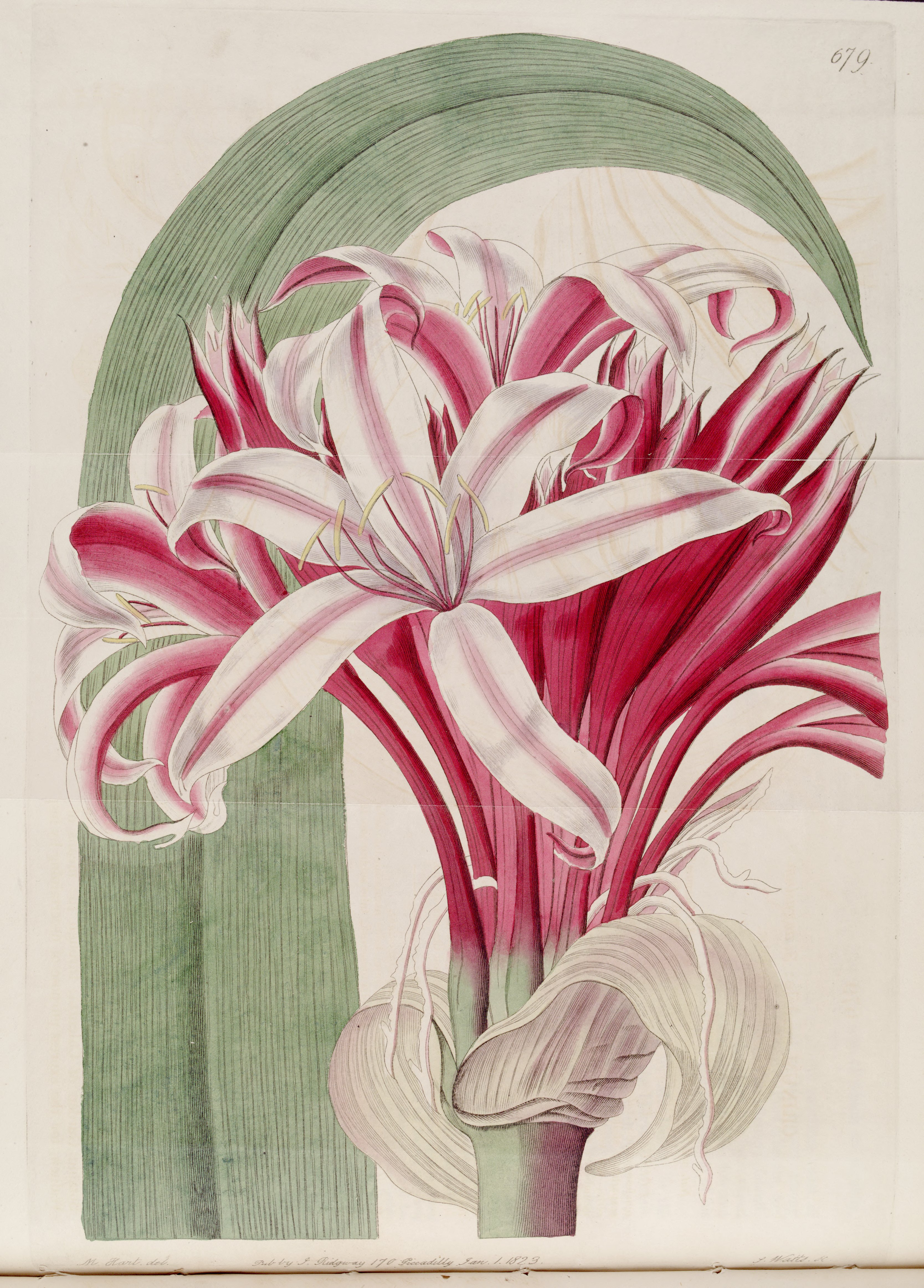